# コンパクト盤

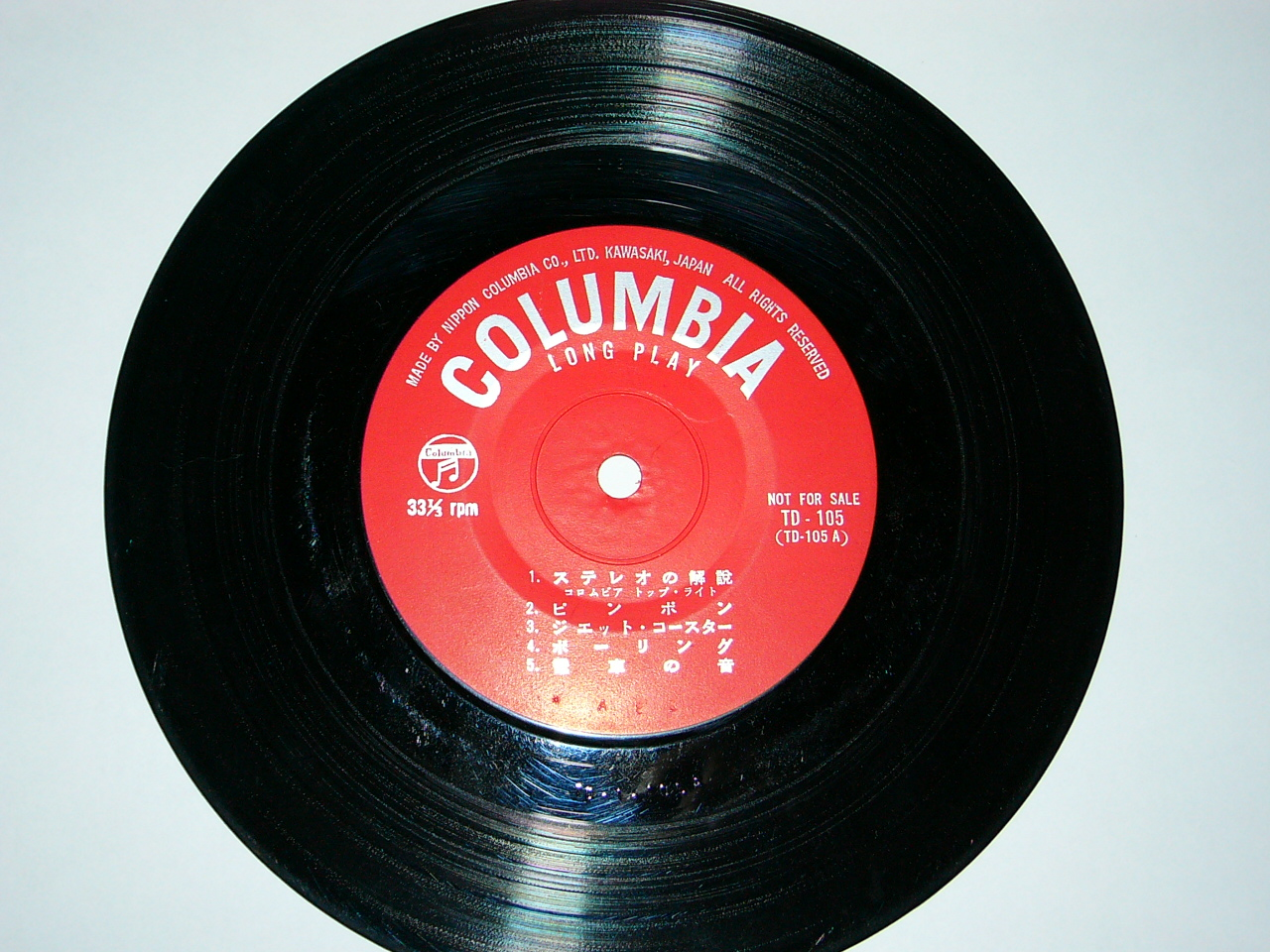
17cmレコードのコンパクト盤

コンパクト盤（コンパクトばん）は、「シングルレコードのサイズ（17cm=7インチ）で、1分間の回転数がLP盤と同じ33回転(33 1/3rpm)」のレコードの通称。「17cm LP」とも呼ばれる。
EP盤（extended play、エクステンデッド・プレイ）はシングル盤と同じ45回転で収録されており、別種である。アメリカやイギリスではコンパクト盤はEPが主流になるとともに廃れたが、日本ではその後も主流であった（アメリカでコンパクト盤が発売されたのは1959年頃まで。60年代以降に商業用33回転7インチ盤はほぼ存在しない）。
すなわち、直径7インチで回転数を33 1/3に落として収録時間を長くしたものをコンパクト盤またはコンパクトLPと呼ぶ。曲数が多く安価だったことから、学生などの若年層に1960 - 1970年代初頭にかけ好評だった。ただし音質は通常のLPでの内周部にあたるために劣る。
中心部の穴の大きさはLPと同サイズである。ただしイギリスでは折り取ることのできる中心部がつけられていた。
日本ではシングルレコードのことをEP盤と呼ぶことがあるが、Extended Playとは本来、「収録時間がLP（フル・アルバム）よりは短いが、シングルよりは長い」という意味である。そのため、英語圏ではあくまで、EPは「シングルより長いもの」を指す。

## 歴史
小さいので扱いやすいが収録時間の短い17センチ・シングル盤と、収録時間は長いが大きく比較的高価な30cm LP盤の中間に位置するもので、シングルと同じサイズながら収録時間が長いため「Extended Play」と呼ばれ、その略称がEPである。「各面に2曲 - 3曲ずつ収録した、計4 - 6曲入り」（シングルレコードは通常、各面に1曲ずつ収録）、「1曲の演奏時間の長い楽曲の収録」などの目的に用いられた。収録曲数が多いといっても「アルバム」として作成される30cm LPと異なり、片面に2 - 3曲なので実際には「お徳用」としての性格が強い商品が多かった。
コンパクト盤は33回転のため、実質LPの内周分に当たることから、45回転やLP外周に比べて音質が劣ってしまう。一方EP盤は回転数がシングル盤と同じため、音質で勝っている。
ポピュラー音楽の場合、1960年代半ばまでをピークとして多数のコンパクト盤がリリースされたが、徐々に廃れ、1970年代半ばから、リミックス・ヴァージョンが増加した1980年代以降は、現在のレコード復刻も含め、より音質の良い45回転で30cm（12インチ）の製品（12インチ・シングル）に取って代わられることが多くなった。
アニメソングの場合、1970年代に日本コロムビアから多数発売された「アクション・シリーズ」などがコンパクト盤の形態を取っていた。
ちなみに、シングル盤は「45回転レコード」「7インチ（7インチ盤）」「ドーナツ盤」、または単に「シングル」と呼ばれる。

### デジタル・ストリーミング時代のEP
その後に主流となったCDやデジタル・ダウンロードの形態ではミニ・アルバムやマキシシングルに相当し、同時に「EP」の名も残っている。
音楽のダウンロードとストリーミングの人気の高まりによって、より短い間隔で作品をリリースするためにEPをフル・アルバムと分けてリリースすることがポップミュージシャンにとってマーケティング戦略の一つとなっている。SpotifyのCEOダニエル・エクは、アーティストがストリーミングサービスにおいて高い収入を得るためには3～4年に一度のレコーディングでは十分ではなく、ファンとの継続的なエンゲージメントを作ることが必要であると述べている。
名称としてのEPの使用例は2010年代後半から増加しており、その要因として音楽ストリーミングサービスの業界標準となっているApple MusicやSpotifyの存在が挙げられる。Apple Musicのガイドラインでは、「曲数が1～3曲で、少なくとも1曲が10分以上かつ合計演奏時間が30分以下」または「曲数が4～6曲で、合計演奏時間が30分以下」の作品がEPのカテゴリとなる。

## 主な作品
EP盤はあくまで7インチだが、12インチ・シングルの例も参考までに挙げる。

### EP盤
- ビートルズ「マジカル・ミステリー・ツアー」（1967年） - イギリスで2枚組EP盤として発売。その後、米キャピトル編集のLPを元にCDアルバムとして復刻発売された。
- アリス・イン・チェインズ「アナザー・サイド・オブ・アリス」（1994年） - ビルボードのアルバム・チャートで1位を獲得した初めてのEP盤。
- YOASOBI「アイドル」（2023年）- 完全生産限定盤としてリリースされたEP盤。

### 12インチ・シングル盤
- さだまさし（1979年）の「親父の一番長い日」 - 日本では初のオリコン・チャート1位達成12インチ・シングル盤。
- 中森明菜（1985年）の「赤い鳥逃げた」 - オリコン・チャート1位達成12インチ・シングル盤。
- ワム!「ラスト・クリスマス」（1984年） - 通常版が7インチ・シングル、「Last Christmas (pudding mix)」というリミックス版が12インチ・シングルで発売された。
- USAフォー・アフリカ「ウィ・アー・ザ・ワールド」（1985年） - 長さの異なるヴァージョンが7インチ・シングルと12インチ・シングルで発売された。

## 製品名
- クローバー・シリーズ→ヒット・パック・シリーズ: CBSソニー
- コンパクト7: 東芝
- コンパクト4: 日本コロムビア
- ステレット33: 日本グラモフォン